# 753

## Eventos
- Fim do 1.º governo de Milão de Narbona, governante da cidade de Narbona, iniciado em 752.